# Polycarpa papillata
Polycarpa papillata is een zakpijpensoort uit de familie van de Styelidae. De wetenschappelijke naam van de soort is voor het eerst geldig gepubliceerd in 1885 door Sluiter.